# To Know Him Is to Love Him
«To Know Him Is to Love Him» (с англ. — «Знать его — значит любить его») — песня, сочинённая Филом Спектором. Впервые композиция была выпущена в 1958 году в качестве дебютного сингла собственной вокальной группы Спектора — The Teddy Bears. Релиз в течение полугода разошёлся в США тиражом свыше миллиона копий, достигнув позиции № 1 в национальном хит-параде Hot 100 и строчки № 2 в британском UK Singles Chart.
Возглавив в исполнении The Teddy Bears американские поп-чарты, произведение спустя три десятилетия добилось аналогичного успеха в формате кантри, заняв в 1987 году вершину Hot Country Songs в прочтении трио Долли Партон, Линды Ронстадт и Эммилу Харрис и попутно обеспечив автору композиции награду BMI Country Awards за самую ротируемую кантри-песню года. На эту версию также вышел видеоклип, снятый Джорджем Лукасом.
Помимо группы Спектора и трио, «To Know Him Is to Love Him» исполняли многие другие артисты. Среди них коммерчески успешные интерпретации в 1965 и 1969 годах соответственно записали Peter & Gordon (Топ-5 в поп-чартах Великобритании, Ирландии и Канады) и Бобби Винтон (Топ-40 в Hot 100 и Топ-10 в Easy Listening) — обе под названием «To Know You Is to Love You», а в 1972 году — Джоди Миллер (Топ-20 Hot Country Songs).

## Оригинальная версия The Teddy Bears (1958)

### История
Песню «To Know Him Is to Love Him» сочинил Фил Спектор под вдохновением от надписи «To Know Him Was to Love Him» (с англ. — «Знать его — значило любить его») на надгробии своего отца. Первым исполнителем композиции стала вокальная группа самого Спектора, The Teddy Bears, которая после репетиций в гараже одного из участников записала произведение в голливудской студии Gold Star Studios за 20 минут. Получившийся трек издал недавно открывшийся рекорд-лейбл Dore, разместив песню на стороне «Б» сингла. Пластинка была разослана на радиостанции в количестве 500 экземпляров в августе 1958 года. Сначала на сингл не последовало никакой реакции, и на этом фоне двое других членов группы покинули её и вернулись учиться в колледж.
В сентябре того же года один радио-диджей в городе Фарго вдруг стал переворачивать сингл на сторону «Б» и транслировать в эфир «To Know Him Is to Love Him», и вскоре лейбл получил от дистрибьютора в Миннеаполисе заказ на 18 тыс. копий пластинки. Песня Спектора в итоге попала в хит-парады, а сами The Teddy Bears — на телешоу American Bandstand. Дебютировав в американском чарте Hot 100 22 сентября, сингл 1 декабря достиг вершины хит-парада, где продержался три недели. Он стал седьмым по счёту синглом № 1 в истории этого чарта (созданного в августе 1958 года) и единственным среди первых 29 синглов № 1, в котором видное место занимал женский вокал. Ещё до Рождества релиз продался тиражом более миллиона копий.

### Оценки
Редакторы журнала Cash Box присвоили синглу рейтинг «B+» («Превосходно»), отметив безупречный и оригинальный рок-н-ролльный стиль группы и женский основной вокал, прекрасно подчёркиваемый тёплыми мужскими голосами, и назвав «To Know Him Is to Love Him» сильной подростковой песней, которая может стать популярной, а сингл в целом — мощным дебютным диском, способным оставить значимый след в чартах. «Это нечто необычное, на что жокеям стоит обратить внимание», — заключили рецензенты. В 2025 году издание Billboard поставило запись The Teddy Bears на строчку № 15 в своём списке 50 лучших песен о любви всех времён. Их же вариант входит в музыкальный альманах 1001 Songs You Must Hear Before You Die (2013).

### Позиции в чартах
Еженедельные чарты
| Чарт (1958)                                          | Высшая позиция | Прим.  |
| ---------------------------------------------------- | -------------- | ------ |
| США, Billboard, Hot 100                              | 1              | [ 2 ]  |
| США, Billboard, Hot R&B Sides                        | 10             | [ 9 ]  |
| США, Cash Box, Top 100 Best Selling Tunes on Records | 1              | [ 10 ] |
| США, Cash Box, The Nation’s Top Ten Juke Box Tunes   | 1              | [ 11 ] |
| США, Cash Box, The Records Disk Jockeys Played Most  | 1              | [ 12 ] |
| США, Cash Box, R&B Top 50 Across the Nation          | 3              | [ 13 ] |
| США, Music Vendor, The Top 100 Pop                   | 1              | [ 14 ] |
| США, Music Vendor, Top Spins with the Nation’s DJ’s  | 1              | [ 15 ] |
| США, Music Vendor, The Top 50 R&B                    | 2              | [ 16 ] |
| Канада, CHUM AM, CHUM Chart                          | 1              | [ 17 ] |
| Великобритания, NME, UK Singles Chart                | 2              | [ 18 ] |

Ежегодные чарты
| Чарт (1958)                                         | Позиция | Прим.  |
| --------------------------------------------------- | ------- | ------ |
| США, Billboard, Chart Toppers of 1958 — Pop Singles | 44      | [ 19 ] |
| США, Cash Box, Top Records of 1958 — Pop Singles    | 42      | [ 20 ] |
| США, Music Vendor, The Top 50 Pop Records of 1958   | 17      | [ 21 ] |
| Канада, CHUM AM, Top 58 of ‘58 Countdown            | 12      | [ 22 ] |
| Канада, CHUM AM / Рон Холл, Yearly Rank             | 42      | [ 22 ] |

Чарты двадцатилетия
| Чарт (1956—1975)                      | Позиция | Прим.  |
| ------------------------------------- | ------- | ------ |
| США, Billboard, Best of Pop — Singles | 66      | [ 23 ] |

Чарты шестидесятилетия
| Чарт (1958—2018)                         | Позиция | Прим.  |
| ---------------------------------------- | ------- | ------ |
| США, Billboard, Hot 100 60th Anniversary | 168     | [ 24 ] |

### Награды
BMI Pop Awards
Награда компании BMI авторам наиболее ротируемых поп-песен года.
| Год  | Категория            | Номинант    | Итог   | Прим.  |
| ---- | -------------------- | ----------- | ------ | ------ |
| 1958 | Award of Achievement | Фил Спектор | Победа | [ 25 ] |

## Версия Партон, Ронстадт и Харрис (1987)

### История
В 1987 году интерпретацию «To Know Him Is to Love Him» в своём совместном альбоме Trio представили кантри-певицы Долли Партон, Линда Ронстадт и Эммилу Харрис. Вплотную подойдя к 40-летнему возрасту, артистки выбрали это произведение с оглядкой на девичьи группы своей юности и посвятили мужчинам, с которыми связали жизни. Данную композицию, как и многие другие, в проект принесла Харрис. «Когда она спела её в акустическом варианте, песня звучала словно молитва. Она настолько гармонировала с её стилем, что мы взяли номер в работу», — объясняла Ронстадт. Хотя лонгплей в основном тяготел к традиционному кантри, именно эта поп-классика 1950-х стала первым синглом в его поддержку. Являясь единственным коммерчески выверенным номером в альбоме, он был нацелен на радиостанции, ценившие ретро-шлягеры.
Основную вокальную линию на записи исполнила Харрис, тогда как Партон и Ронстадт спели гармонии (верхний и нижний голоса соответственно). Струнный аккомпанемент певицам обеспечили инструменталисты, которых давно знали и уважали Харрис и Ронстадт. Так, на гитаре сыграл Альберт Ли, а на акустическом басу Ferrington — бывший коллега Ронстадт по группе Stone Poneys Кенни Эдвардс. В свою очередь Рай Кудер исполнил партии тремоло-гитары, а за мандолину и гавайскую гитару Kona взялся Дэвид Линдли. Песня транслировала позитивное настроение вплоть до бриджа, где героиня, наконец, раскрывала свои душевные переживания. Далее следовала нисходящая триольная мелодия и соло на гавайской гитаре. В последнем припеве тональность модулировала вверх, а затем гавайская гитара и мандолина обеспечивали инструментальное аутро.
Сингл «To Know Him Is to Love Him» вышел в феврале 1987 года и попал в чарты быстрее, чем любой другой сингл в тогдашней истории Warner Bros. Nashville: уже через шесть дней после релиза он появился в хит-параде американского журнала Radio & Records на строчке № 48. Следом 16 мая композиция возглавила в США чарт Hot Country Songs издания Billboard. Кроме того, сингл занял вершины канадских хит-парадов Country Singles и Adult Contemporary. На этом фоне Фил Спектор получил награду BMI Country Awards в номинации Robert J. Burton Award — как автор самой ротируемой кантри-песни года. В ходе продвижения своего альбома артистки также исполнили «To Know Him Is to Love Him» в эфире телепередачи The Tonight Show Starring Johnny Carson, наряду с двумя другими номерами с того же лонгплея — «Those Memories of You» и «Hobo’s Meditation».

### Видеоклип
Музыкальное видео на трек «To Know Him Is to Love Him», ставшее первым клипом в поддержку пластинки Trio, было снято в гостиной Ронстадт режиссёром Джорджем Лукасом, являвшимся на тот момент бойфрендом певицы. По сюжету игривого ролика исполнительницы сидят втроём возле камина, болтают и смеются. Партон и Ронстадт вырезают из бумаги валентинки, тогда как Харрис играет на гитаре. Поодаль от них в роли эксцентричного и добродушного музыканта, аккомпанирующего трио на гавайской гитаре, расположился участвовавший в записи лонгплея Дэвид Линдли. Окружающая обстановка при этом заполнена кружевными салфетками, бумажными сердечками, лампами Тиффани и ситцем.
В соответствии с посылом, заложенным артистками в их версию песни, на столике перед ними стоят фото Лукаса, мужа Харрис Пола Кеннерли и, поскольку Партон не захотела обнародовать изображение своего супруга Карла Томаса Дина, использованный в качестве замены снимок отца Ронстадт, Гилберта, сделанный на выпускной церемонии в средней школе. По словам Лукаса, в клипе он стремился передать «джейностиновскую» атмосферу реальных посиделок трёх певиц: «Так как я был бойфрендом, то являлся кем-то вроде мухи на стене: они часто сидели и болтали о расставаниях, о любви к новым парням, о новом том, новом сём, ну и в таком духе. Так что в этом было много того, чем они на самом деле жили и что романтизировали», — объяснял режиссёр.

### Оценки
Обозреватели журнала Billboard назвали прочтение «To Know Him Is to Love Him» от Партон, Ронстадт и Харрис мечтательным, нежным и согревающим душу, отметив, что благодаря трио прекрасно гармонизирующих вокалистов песня сияет. В 2019 году издание также включило эту версию композиции в свою подборку 10 лучших песен в исполнении женских супергрупп. Еженедельник Cash Box назвал интерпретацию добротным кантри-прочтением песни Фила Спектора, отметив органичное сочетание голосов, создающее идеальный вокальный баланс силы и чувства. Согласно редакторам, мягкий фолк-стиль Харрис задаёт песне тон, тогда как прекрасные голоса Ронстадт и Партон дополняют это премьерное выступление ветеранского трио.
Музыкальный критик газеты The Washington Post Ричард Харрингтон отметил, что летаргический ремейк классики Спектора совершенно не отражает традиционалистскую стилистику остального материала в альбоме (единственное сходство — в наличии одного основного вокалиста в куплетах и трио-гармоний в припеве) и, кажется, больше перекликается с другим современным трендом в музыке кантри — рок-ностальгией. Песня, по оценке рецензента, так и не оживает, кроме как на гитарных соло Рая Кудера, Альберта Ли и Дэвида Линдли. «Но это не их коллаборации ждали люди», — заключил Харрингтон. Аналогично обозреватель журнала Stereo Review Аланна Нэш описала трио-прочтение «To Know Him Is to Love Him» как «безжизненное и тяжеловесное».
Редактор издания People Ральф Новак, отметив, что певицы превратили песню The Teddy Bears в драматическую балладу, тоже перечислил её среди «безжизненных» записей в альбоме (наряду с «Rosewood Casket», «I’ve Had Enough» и «Making Plans»), которым не помогают даже богатые вокальные гармонии трио. Музыкальный критик британского журнала Hi-Fi News & Record Review Фред Деллар счёл трек низшей точкой лонгплея, номером, включённым в проект с явным прицелом на рынок синглов. По мнению обозревателя газеты New York Daily News Ричарда Хинкли, те, чьё первое знакомство с Trio произошло через дебютный сингл, будут приятно удивлены, так как это один из слабейших номеров на диске, который к том же мало чего добавляет к оригиналу.
Кантри-журналист Роберт Оерманн в материале для газеты The Tennessean назвал «To Know Him Is to Love Him» фривольным поп-шлягером, который получился настолько хуже всех остальных композиций в альбоме, что даже звучит нелепо. «Три 40-летки, исполняя этот подростковый гимн, звучат попросту глупо. И, разумеется, это первый сингл», — заключил Оерманн. Рецензент журнала Music Row Майкл Макколл назвал включение в проект данной композиции о наивных подростковых мечтах неудачным решением и главным недостатком альбома, а исполнение этой песни с мрачной серьёзностью — насмешкой над эмоциональной глубиной трио. Выбор же трека первым синглом в поддержку лонгплея, по оценке Макколла, стал ошибкой колоссальных масштабов, поскольку номер потенциально может отпугнуть от Trio многих слушателей, которые получили бы удовольствие от прослушивания остальных номеров, представленных на диске.
Обозреватель журнала Audio назвал песню «To Know Him Is to Love Him» в исполнении певиц аппетитной и куда более проникновенной, чем исходник The Teddy Bearsl. Редактор британского издания Country Music Round Up, описав оригинал 1950-х годов как «малосодержательный подростковый опус, обозначивший приход оверпродюсированного мультитрекинга и заката настоящего чувства в музыке», счёл, что фолковое прочтение этой песни от трио звучит куда убедительнее. Рецензентка портала Pitchfork Эллисон Хасси, оценивая запись в 2023 году, назвала композицию слащавым поп-номером 1958 года, приведя её как пример того, что Trio иногда проседает на многочисленных медленных балладах, и охарактеризовав «To Know Him Is to Love Him» как лёгкий сонный трек, который пролетает как один вздох. «А знать автора этой песни, Фила Спектора, вероятно, значит презирать его», — заключила журналистка, обыгрывая название композиции.

### Позиции в чартах
Еженедельные чарты
| Чарт (1987)                             | Высшая позиция | Прим.  |
| --------------------------------------- | -------------- | ------ |
| США, Billboard, Hot Country Songs       | 1              | [ 26 ] |
| США, Cash Box, Country Singles          | 1              | [ 56 ] |
| США, Radio & Records, Country Top 50    | 1              | [ 57 ] |
| Канада, RPM, Country Singles            | 1              | [ 58 ] |
| Канада, RPM, Adult Contemporary         | 1              | [ 59 ] |
| Нидерланды, DutchCharts, Single Top 100 | 62             | [ 60 ] |
| Австралия, KMR, Australian Singles      | 54             | [ 61 ] |

Ежегодные чарты
| Чарт (1987)                                 | Позиция | Прим.  |
| ------------------------------------------- | ------- | ------ |
| США, Cash Box, Country Singles              | 12      | [ 62 ] |
| США, Radio & Records, Country Top 87 of ‘87 | 7       | [ 63 ] |
| Канада, RPM, Top 100 Country Singles        | 3       | [ 64 ] |

Чарты десятилетия
| Чарт (1980-е)                                 | Позиция | Прим.  |
| --------------------------------------------- | ------- | ------ |
| США, Radio & Records, Country Top 80 #1 Songs | 52      | [ 65 ] |

### Награды
BMI Country Awards
Награда компании BMI авторам наиболее ротируемых кантри-песен года (с 1 апреля 1987-го по 31 марта 1988-го).
| Год  | Категория                     | Номинант    | Итог   | Прим.  |
| ---- | ----------------------------- | ----------- | ------ | ------ |
| 1988 | Citation of Achievement Award | Фил Спектор | Победа | [ 66 ] |
| 1988 | The Robert J. Burton Award    | Фил Спектор | Победа | [ 38 ] |

### Музыканты на записи
- Рай Кудер — тремоло-гитара
- Альберт Ли — акустическая гитара
- Дэвид Линдли — гавайская гитара Kona и мандолина
- Расс Канкел — ударные
- Кенни Эдвардс — акустический бас Ferrington

## Прочие версии
Песня оказалась крайне адаптивной и кроме The Teddy Bears и трио Долли Партон, Линды Ронстадт и Эммилу Харрис её записывали другие исполнители. В 1965 году Peter & Gordon в рамках британского вторжения вывели её в Топ-30 американских поп-чартов, а в 1969-м вариант Бобби Винтона вошёл в Топ-40 (оба сингла имели название «To Know You Is to Love You»). В 1972 году номер впервые стал кантри-хитом, попав в Топ-20 в прочтении Джоди Миллер. Между тем около двух десятков прочих версий произведения, в том числе от известных артистов, остались незамеченными и забытыми. Как объяснял главный редактор журнала Radio & Records Кен Барнс, после The Teddy Bears песня отвергала практически всех исполнителей, пытавшихся воссоздать её магию, давая им понять, что её интерпретация — это не поход на пикник. Среди тех, кто обращался к «To Know Him Is to Love Him» в разные годы были Нэнси Синатра, Гари Глиттер, Лесли Гор, Марк Болан в дуэте с Глорией Джонс и группа The Beatles, сыгравшая её в ходе прослушивания на лейбле Decca. У The Beatles композиция также являлась востребованным номером в ранних сет-листах. В 1986 году под названием «To Know Her Is to Love Her» песня вышла в прочтении Джона Леннона на его сборнике Menlove Ave (1986). Вместе с тем музыкальный журналист Грейл Маркус наряду с исходником The Teddy Bears выделял версию, спетую в 2006 году Эми Уайнхаус в эфире BBC Radio, написав, что у произведения ушло 48 лет на то, чтобы найти свой голос.

### Позиции в чартах
Еженедельные чарты
| Год  | Исполнитель    | Чарт                                              | Высшая позиция | Прим.  |
| ---- | -------------- | ------------------------------------------------- | -------------- | ------ |
| 1965 | Peter & Gordon | США, Billboard, Hot 100                           | 24             | [ 71 ] |
| 1965 | Peter & Gordon | США, Cash Box, Top 100                            | 25             | [ 72 ] |
| 1965 | Peter & Gordon | США, Record World, 100 Top Pops                   | 28             | [ 73 ] |
| 1965 | Peter & Gordon | Канада, RPM, Play Sheet                           | 5              | [ 74 ] |
| 1965 | Peter & Gordon | Канада, CHUM AM, CHUM Chart                       | 33             | [ 75 ] |
| 1965 | Peter & Gordon | Великобритания, Record Retailer, UK Singles Chart | 5              | [ 76 ] |
| 1965 | Peter & Gordon | Ирландия, IRMA, Irish Singles Chart               | 5              | [ 77 ] |
| 1965 | Peter & Gordon | Нидерланды, Nederlandse Top 40                    | 20             | [ 78 ] |
| 1969 | Бобби Винтон   | США, Billboard, Hot 100                           | 34             | [ 79 ] |
| 1969 | Бобби Винтон   | США, Billboard, Easy Listening                    | 8              | [ 80 ] |
| 1969 | Бобби Винтон   | США, Cash Box, Top 100                            | 22             | [ 81 ] |
| 1969 | Бобби Винтон   | США, Record World, 100 Top Pops                   | 19             | [ 82 ] |
| 1969 | Бобби Винтон   | США, Record World, Top Non-Rock                   | 7              | [ 83 ] |
| 1969 | Бобби Винтон   | Канада, RPM 100                                   | 16             | [ 84 ] |
| 1969 | Бобби Винтон   | Канада, RPM, Young Adult                          | 6              | [ 85 ] |
| 1969 | Бобби Винтон   | Канада, CHUM AM, CHUM Chart                       | 14             | [ 86 ] |
| 1972 | Джоди Миллер   | США, Billboard, Hot Country Songs                 | 18             | [ 87 ] |
| 1972 | Джоди Миллер   | США, Cash Box, Country Top 75                     | 21             | [ 88 ] |
| 1972 | Джоди Миллер   | США, Record World, Country Singles                | 20             | [ 89 ] |
| 1972 | Джоди Миллер   | Канада, RPM, Country Playlist                     | 12             | [ 90 ] |

Ежегодные чарты
| Год  | Исполнитель    | Чарт                                    | Позиция | Прим.  |
| ---- | -------------- | --------------------------------------- | ------- | ------ |
| 1965 | Peter & Gordon | Канада, CHUM AM / Рон Холл, Yearly Rank | 258     | [ 91 ] |
| 1969 | Бобби Винтон   | Канада, CHUM AM / Рон Холл, Yearly Rank | 165     | [ 92 ] |

### Награды
BMI Country Awards
Награда компании BMI авторам наиболее ротируемых кантри-песен года (с 1 апреля 1972-го по 31 марта 1973-го).
| Год  | Исполнитель  | Категория                     | Номинант    | Итог   | Прим.  |
| ---- | ------------ | ----------------------------- | ----------- | ------ | ------ |
| 1973 | Джоди Миллер | Citation of Achievement Award | Фил Спектор | Победа | [ 93 ] |

## Полезные ссылки
- «To Know You Is to Love You» в исполнении Peter & Gordon (аудио) на YouTube
- «To Know You Is to Love You» в исполнении Бобби Винтона (аудио) на YouTube
- «To Know Him is to Love Him» в исполнении Джоди Миллер (аудио) на YouTube
- «To Know Her Is to Love Her» в исполнении The Beatles (аудио) на YouTube
- «To Know Him is to Love Him» в исполнении Эми Уайнхаус (аудио) на YouTube

## Комментарии
1. ↑  Хит-парад лучших песен года, траслировавшийся в эфире CHUM AM в формате обратного отсчета.
2. 1 2 3  Ежегодный чарт составлен исследователем чартов CHUM Роном Холлом на основе данных из еженедельных чартов CHUM.
3. ↑  В этой категории награждаются несколько десятков поп-песен, получивших за прошедший год наибольшие ротации.
4. 1 2  В этой категории награждаются несколько десятков кантри-песен, получивших за прошедший год наибольшие ротации.
5. ↑  В этой категории награждается одна кантри-песня, получившая за год наибольшие ротации (победитель определяется среди композиций, отмеченых наградой Citation of Achievement).